# Трицератопс
Трицератопс је најпознатији род диносауруса из групе цератопсида из периода горње креде (пре око 68 милиона година). Први пут се појавио у Северној Америци. Име је грчког порекла и значи тророжно лице (τρί-κέρας-ὤψ).
Неки научници сматрају да су торосаурус, недоцератопс и татанкацератопс само трицератопс у различитим периодима живота.

## Изглед
Био је див међу својим сродницима, са десет тона телесне масе и до 9 метара максималне дужине. Само му је глава била дужине до 3 метра, па је огромним чељустима на њој могао да се храни и најчвршћим биљем. Имао је другу највећу главу у поређењу са свим другим диносаурусима, прво место носећи Титаноцератопс. На глави је имао три рога по чему је и добио име „Тророги“. Два велика рога, дужине преко једног и по метра, су му се налазила изнад очију, а мањи на средини изнад ноздрва у предњем делу лобање. Имао је коштане избочине на задњем делу лобање које су му штитиле врат. Читав главени штит је био импозантних размера, а чиниле су га масивне кости. Могуће је да је, заједно са роговима, имао улогу и у терморегулацији када је за то постојала потреба. На неким лобањама пронађених фосила могу се уочити значајне повреде, што указује на могућност жестоких борби, највероватније између мужјака у доба парења. Такође је имао дебелу крљушт која је задавала проблеме многим месоједима. Реп му није био изразито дуг тако да га највероватније није користио у самоодбрани. Укупно је имао 985 костију.

## Полно одабирање
Претпоставка је да су рогови трицератопса и других цератопсида имали искључиво улогу заштите од великих предатора. Међутим, савременим истраживањем и упоређивањем са начинима живота данашњих врста, постоје теорије према којима је главени штит представљао украс којим су се мужјаци удварали женкама. Такође је могуће и да је представљао статусни симбол међу припадницима исте врсте. Наиме, ради се о полном одабирању, које има за последицу еволуцију, односно прекомеран развитак појединих делова тела важних за удварање и размножавање. На ово указују и нађени фосили где је величина главеног штита већа код мужјака, али се такође и разликује од јединке до јединке. Трицератопс, је међутим, пример како полно одабирање може имати и негативне последице, односно када прекомеран развитак главеног штита више није представљао предност, већ недостатак. Трицератопс је наиме, морао да троши огромне количине енергије како би могао да носи толики терет.

## Налазиште фосила
У западном делу Северне Америке је пронађено на стотине фосила. Бројност фосила указује да се овај огромни биљојед кретао у крдима.